# Blisk (turbina)
Blisk (akronim za Bladed disk) je rotirajoča strojna naprava pri kateri so rotorski disk in lopatice zliti ali zvarjeni skupaj, za razliko od drugih rotorjev, kjer so lopatice posazmene komponente in so samo vstavljene v rotor. Obstaja več načinov izdelave: litje, CNC obdelava kovine ali pa varjenje lopatic na disk. Bliski se večinoma uporabljajo na kompresorjih. Kdaj se tudi uporablja akronim IBR (Integrally Bladed Rotors)
Bliske izdelujejo že od 1980ih. Prvič jih je uporabilo podjetje Sermatech-Lehr (danes GKN) Aerospace na kompresorju helikopterskih (turbogrednih) motorjih T700. Drugi primeri uporabe so lovskem turboventilatorskem motorju General Electric F110 in raketnem motorju Rocketdyne RS-68.
STOVL lovec F-35B bo uporabljal bliske šri konstrukciji motorja
CFM International uporablja bliske na kompresorju motorja Leap-X,  ruski potniški Suhoj Superjet 100 prav tako uporablja bliske na motorju PowerJet SaM146.
General Electricov TechX bo prav tako uporabljal bliske. Trenutni GE turbofan GEnx že ima bliske.

## Prednosti
Z bliski se zmanjša število komponent v kompresorju in se zmanjša upora in s tem poveča izkoristek kompresije. Možen je do 8 % večji izkoristek. 

## Slabosti
Če se pojavijo poškodbe v eni lopatici je potrebno zamenjati celoten blisk. V nekaterih primerih se ga da popraviti, vendar to po navadi zahteva specializirano tovarno.